# 江西町 (愛西市)
江西町（えにしちょう）は、愛知県愛西市にある地名。字が9ある。

## 地理
旧八開村域西部に位置する。東は鵜多須町・二子町、西は給父町、南は元赤目町・立石町・高畑町、北は藤ケ瀬町に接する。

### 字一覧
（配列は五十音順・読みはYahoo!地図による）
- 池端（いけばた）
- 江東（えひがし）
- 大縄場（おおなわば）
- 街道西（かいどうにし）
- 川原（かわはら）
- 寺北（てらきた）
- 寺南（てらみなみ）
- 宮西（みやにし）
- 宮東（みやひがし）

## 河川
- 海部幹線水路（旧佐屋川）
- 鵜戸川

## 歴史

### 町名の由来
江は佐屋川で、その西側に位置していたことに由来するとみられている。

### 沿革
- 江戸時代 - 尾張国海西郡の尾張藩領鵜多須代官所の江西村として所在[6]。
- 1650年（慶安3年） - この年の水害により砂地となったという[6]。
- 1748年（延享5年） - 人馬継所が設置される[6]。
- 1889年（明治22年） - 八輪村大字江西となる[6]。
- 1906年（明治39年） - 八開村大字江西となる[6]。
- 2005年（平成17年）4月1日 - 愛西市江西町となる。

## 世帯数と人口
2019年（令和元年）5月1日現在の世帯数と人口は以下の通りである。
| 町丁   | 世帯数  | 人口  |
| ------ | ------- | ----- |
| 江西町 | 126世帯 | 337人 |

### 人口の変遷
国勢調査による人口の推移
| 2010年（平成22年） | 206人 | [ 7 ] |  |
| 2015年（平成27年） | 216人 | [ 8 ] |  |

## 小・中学校の学区
市立小・中学校に通う場合、学区は以下の通りとなる。
| 番・番地等 | 小学校             | 中学校             |
| ---------- | ------------------ | ------------------ |
| 全域       | 愛西市立八輪小学校 | 愛西市立八開中学校 |

## 交通

### バス
- 愛西市巡回バス（2020年4月1日現在）[10]

|    | 停留所名             | ルート |
| -- | -------------------- | ------ |
| 77 | 八開庁舎             | 八開   |
| 78 | 八開総合福祉センター | 八開   |

### 道路
- 愛知県道・岐阜県道8号津島南濃線
- 愛知県道126号給父西枇杷島線

## 施設
- 白百合保育園
- 愛西市八開中部処理場
- 東邦液化ガス八開充てん所
- 愛西市消防団八開第3分団倉庫
- JAあいち海部八開支店
- 愛西市立八開中学校
- 愛西市役所八開庁舎
- 愛西市八開農業管理センター
- 愛西市八開郷土資料室
- 愛西市社会福祉協議会本所
- 愛西市国民健康保険八開診療所
- 愛西市八開浄水場

愛西市水道事業（市営水道）の浄水場。深井戸水源によるものだったが現在休止しており県水道を引き込み処理を行っている。一日最大1,080立方メートルの浄水処理能力を有する。
- 神明社

字宮東99-1に鎮座。祭神は天照大神。1872年（明治5年）村社に列せられる。1877年（明治10年）現在地に遷ったという。例祭日は10月10日。
- 真宗大谷派水精山立田坊西導寺

字寺北102-1に所在する。本尊は阿弥陀如来。美濃国中島郡大須村（現羽島市寺町）に1352年（文和元年）黒田左衛門尉為安入道により真言宗の寺院として建立されたというが、その後海西郡川北村に移転。さらに僧教順が浄土真宗に改宗の上、西林寺（せいりんじ）と名を改め興善寺に所属、名古屋に移った。敬誓の時に真宗大谷派直参となる。西源の代の寛文年間に江西村に移り、誓元が1713年（正徳3年）小幡村済度寺と合併し、山号を川北村山王社のご神体の水晶にちなみ水精山立田坊とし、寺号を西導寺に復した。江西村出身の政治家石原永明の菩提寺であり、石原が晩年の1960年（昭和35年）、当時の住職矢留道雄に私財3000万円を託した。1961年（昭和36年）4月八開村の人材育成を目的とし、奨学金や学校図書への助成等を行う財団法人（現一般財団法人）西導寺貞徳会を、同年6月老人ホーム明範荘を運営する社会福祉法人貞徳会を設立した。
- 明範荘

1962年（昭和37年）10月1日の開所以来当地に所在したが、老朽化により2004年（平成16年）11月赤目町山之神に移転した。明範荘についての詳細は赤目町の項を参照。

## ギャラリー

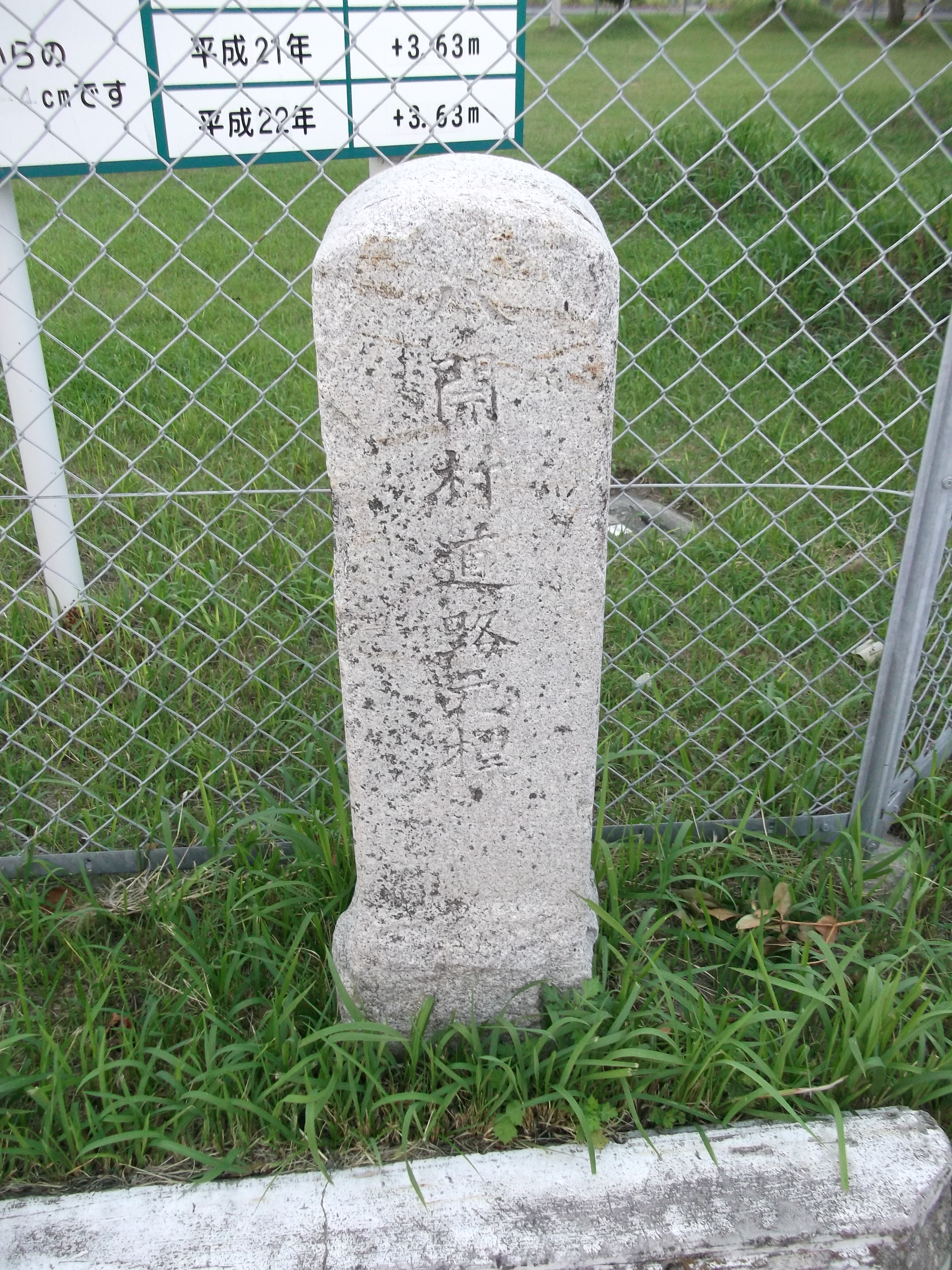
八開村道路元標（市役所八開庁舎前に所在）
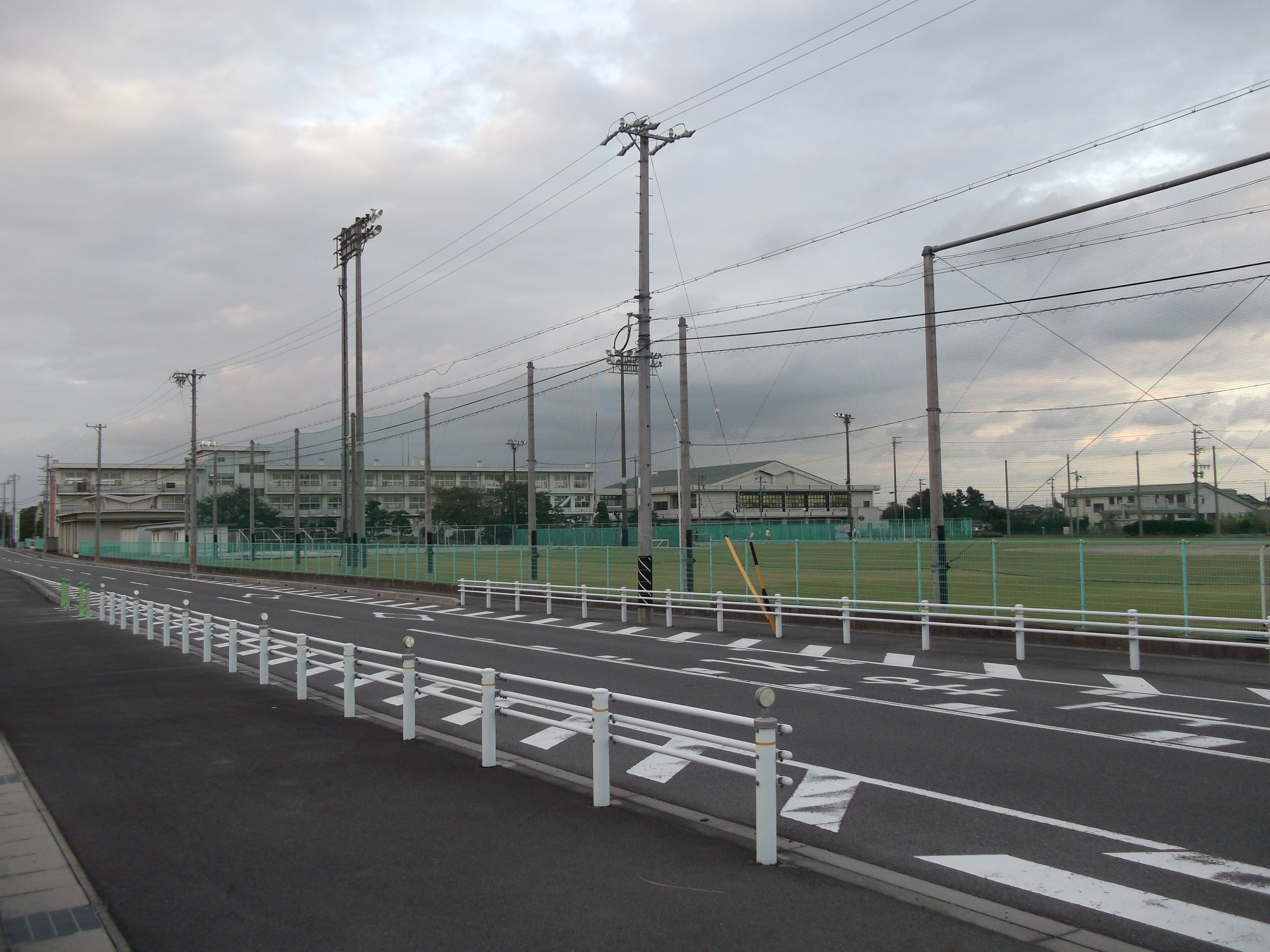
愛西市立八開中学校
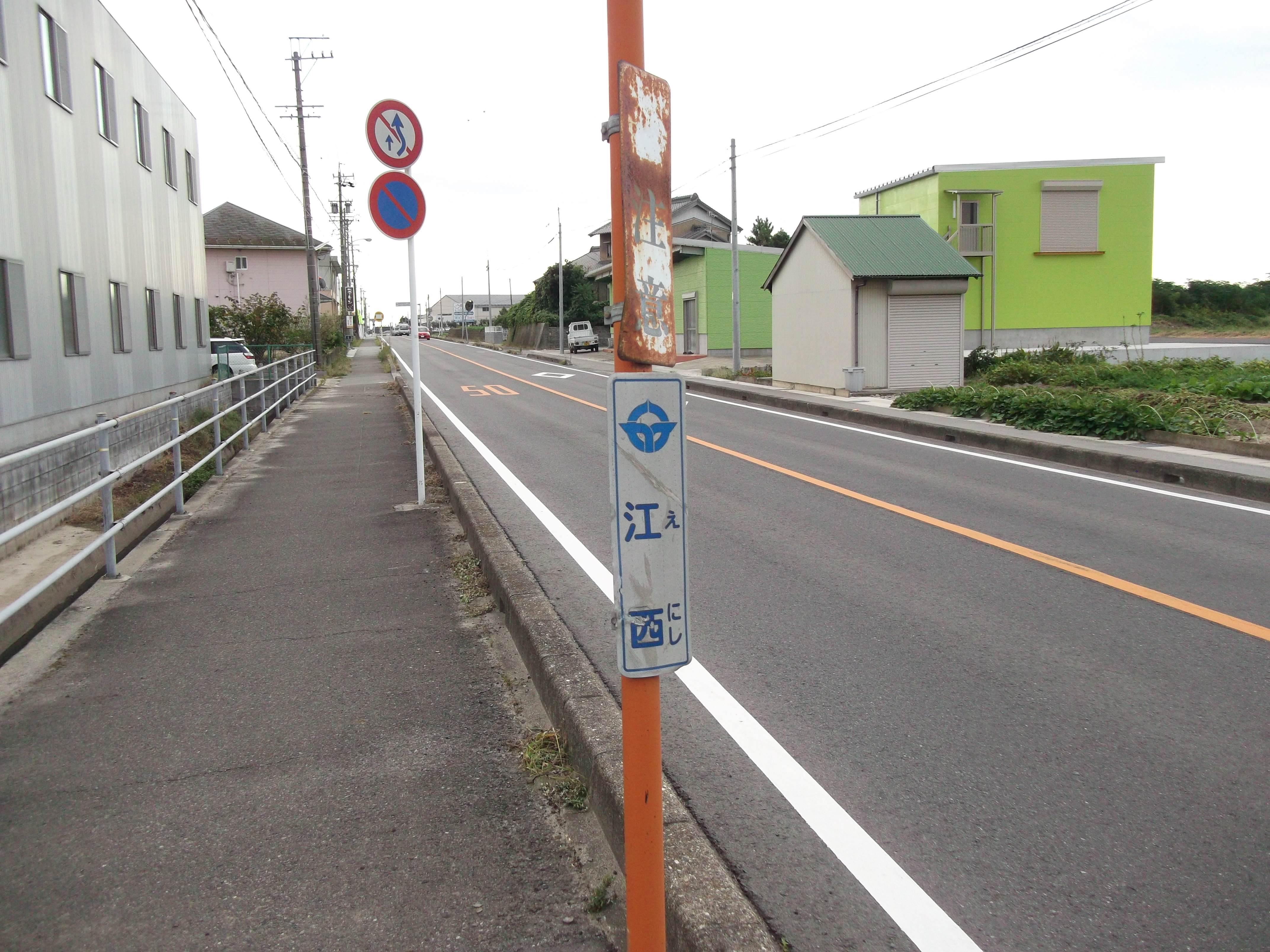
愛知県道126号給父西枇杷島線
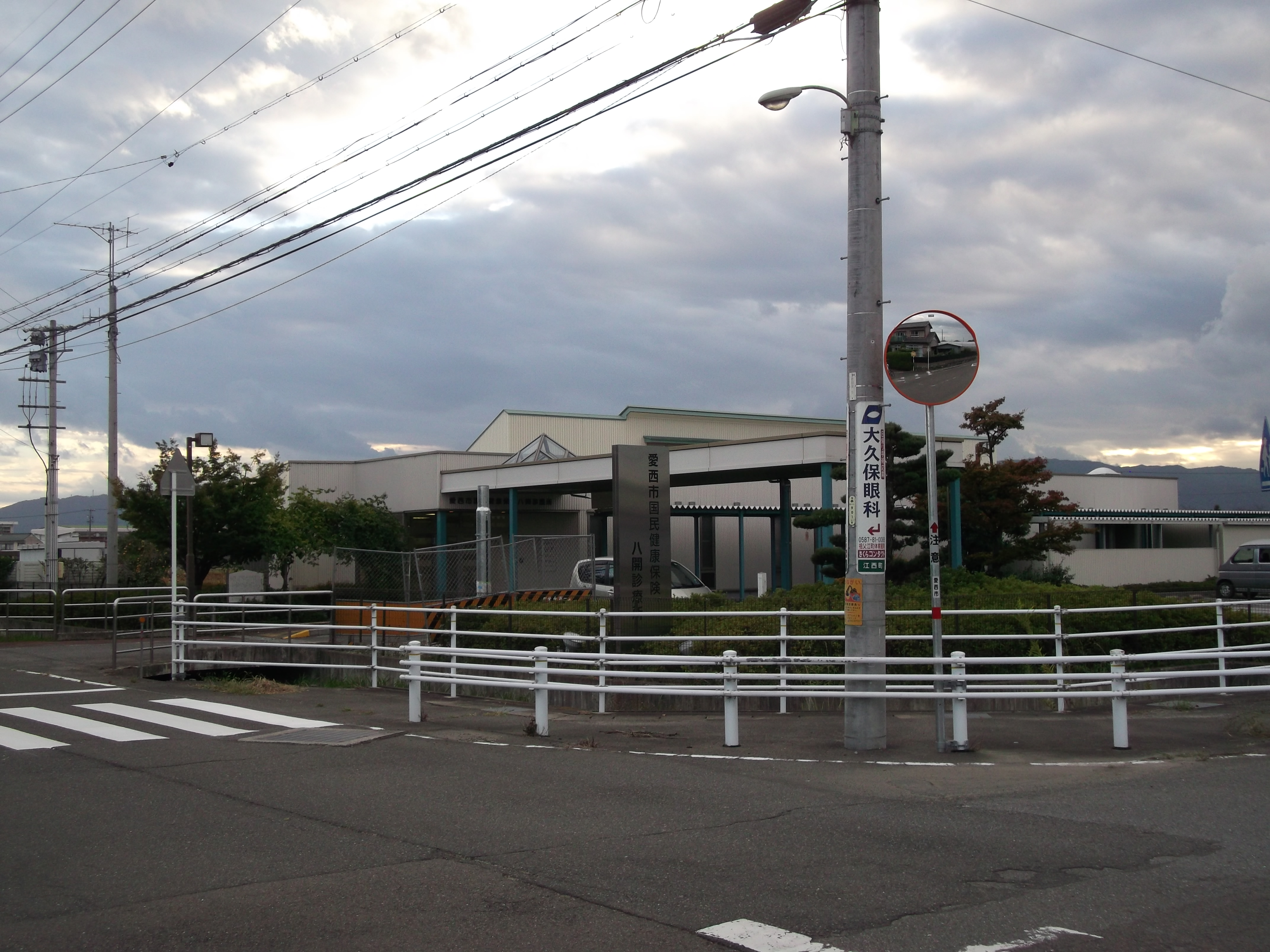
愛西市国民健康保険八開診療所
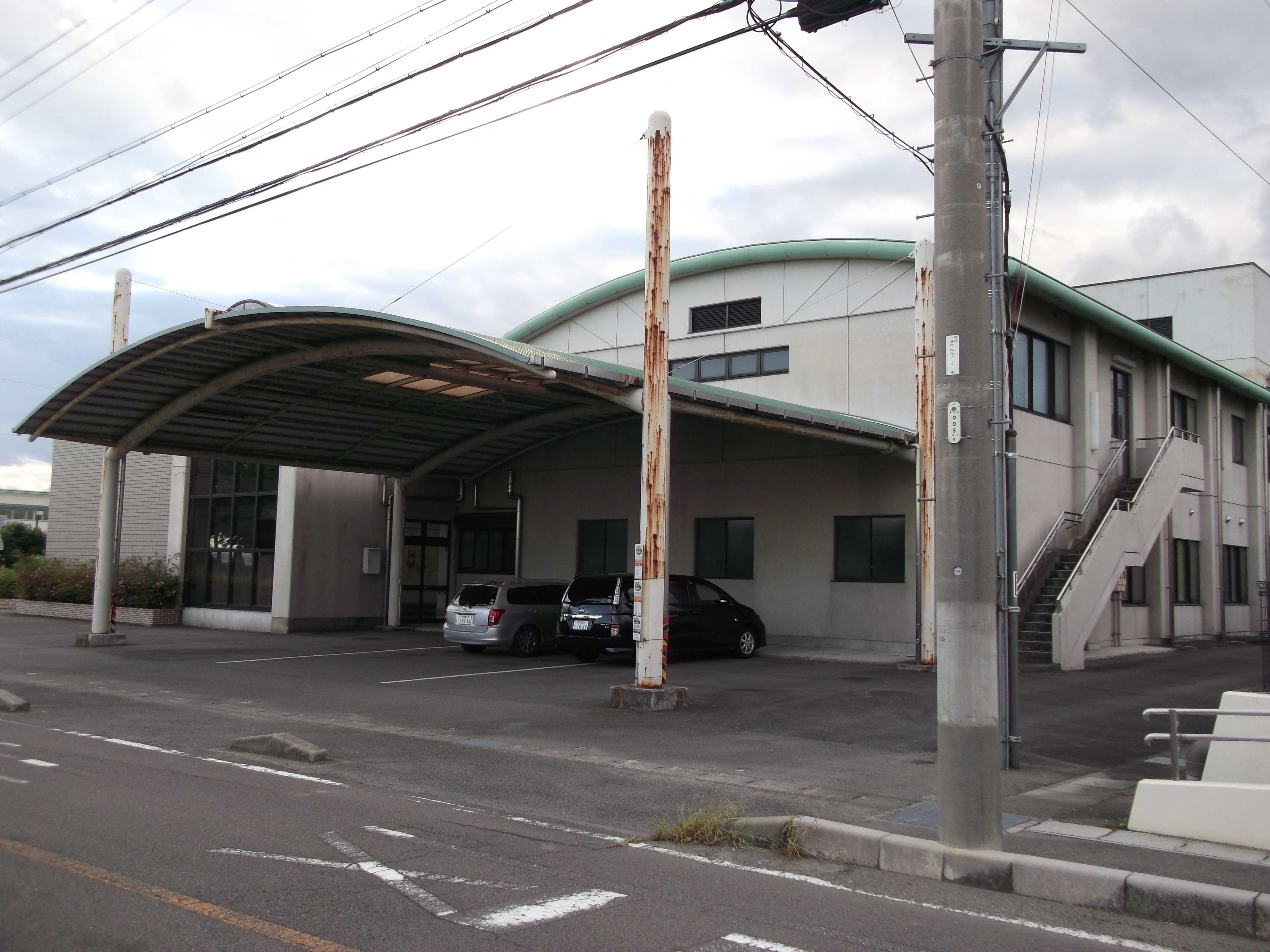
愛西市社会福祉協議会本所
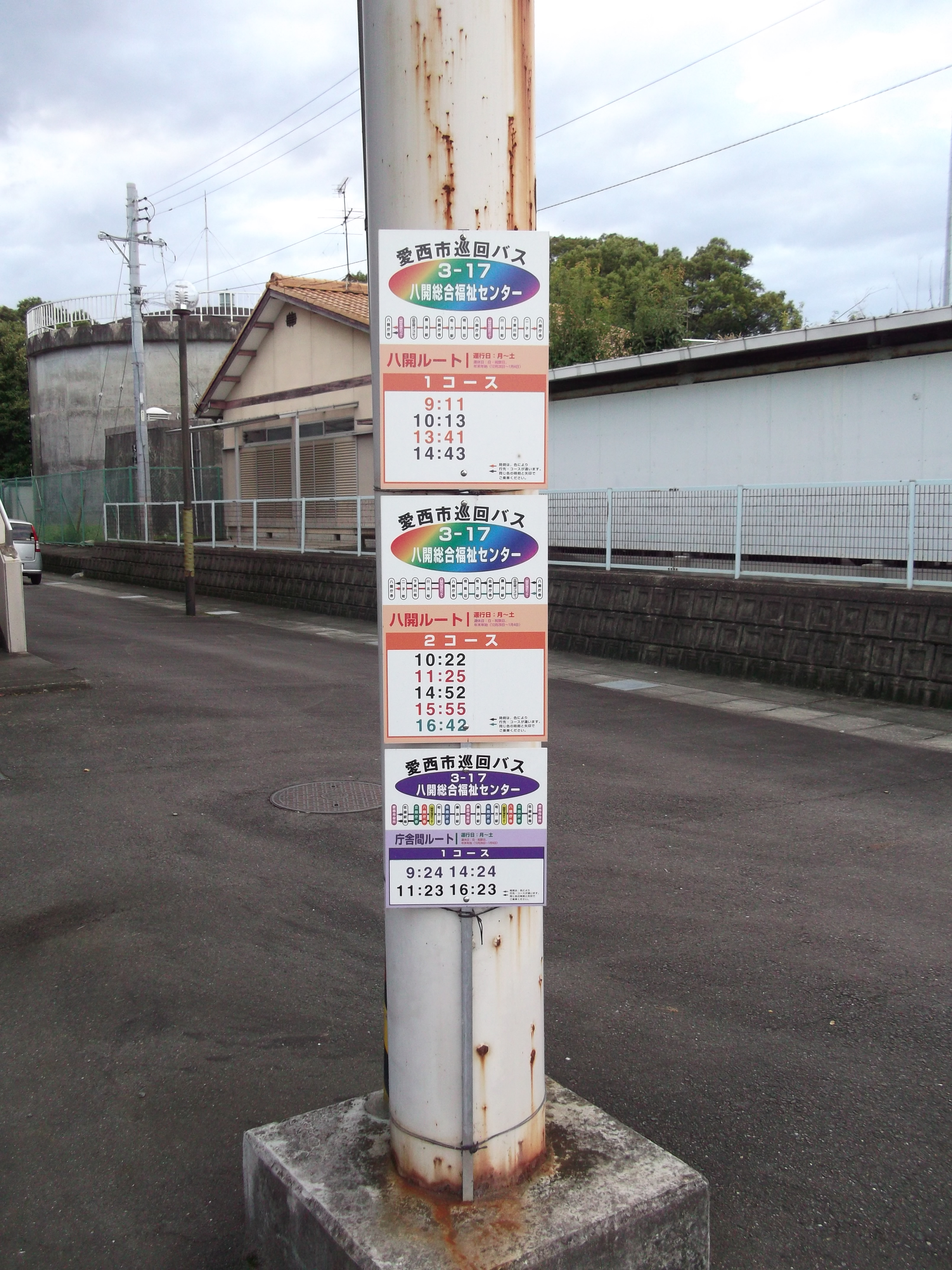
愛西市巡回バス「八開総合福祉センター」停留所
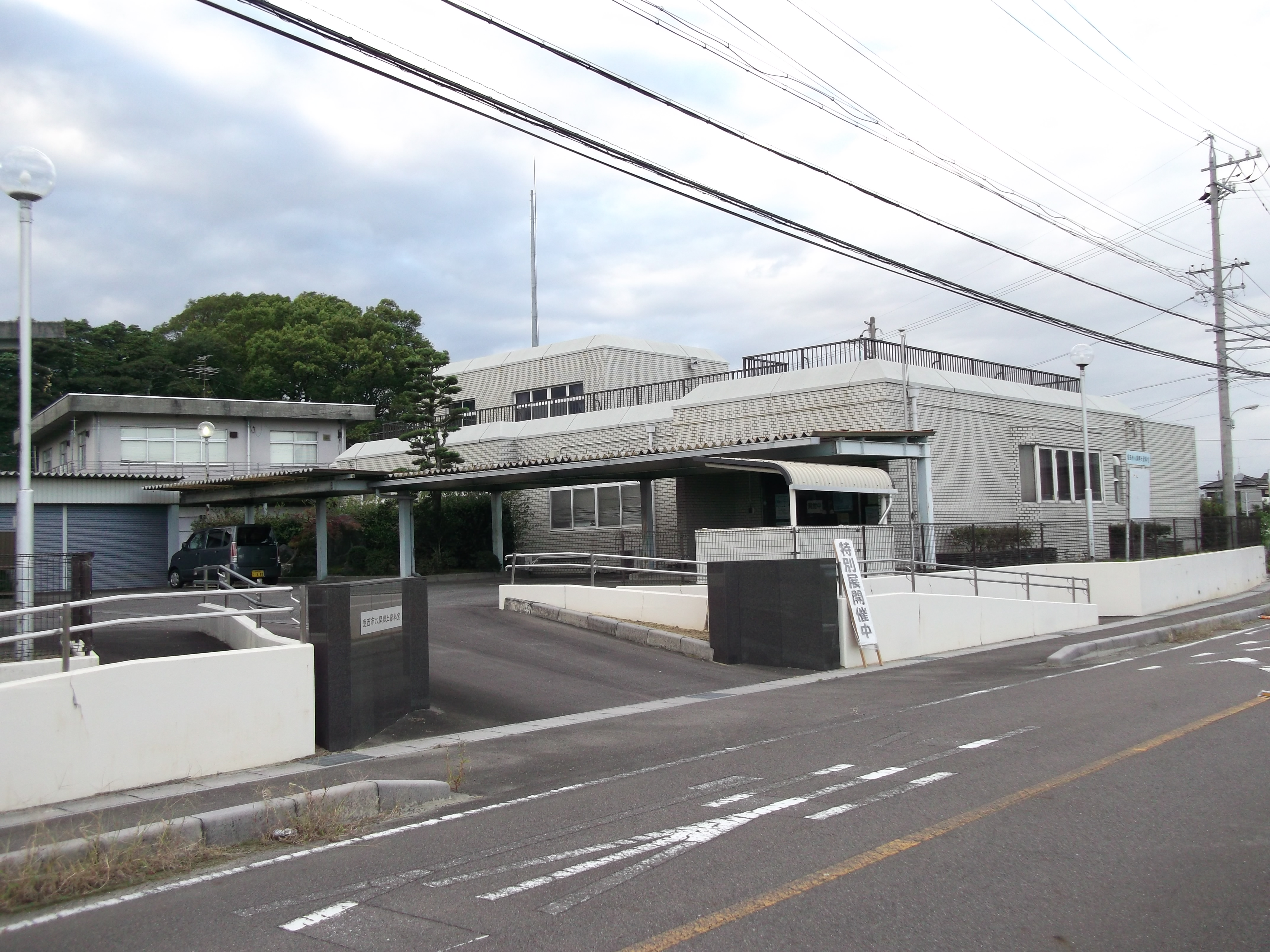
愛西市八開郷土資料室
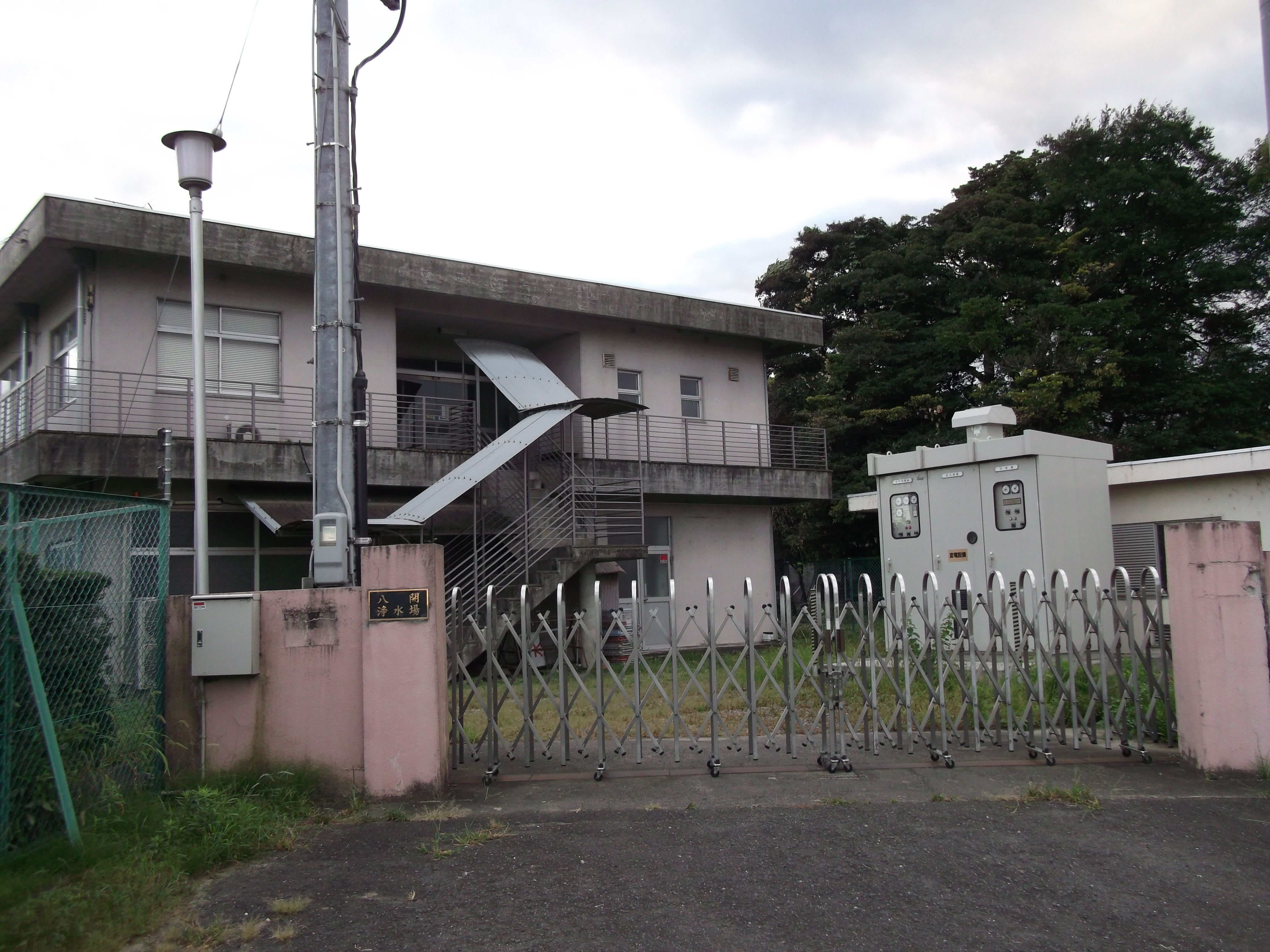
愛西市八開浄水場
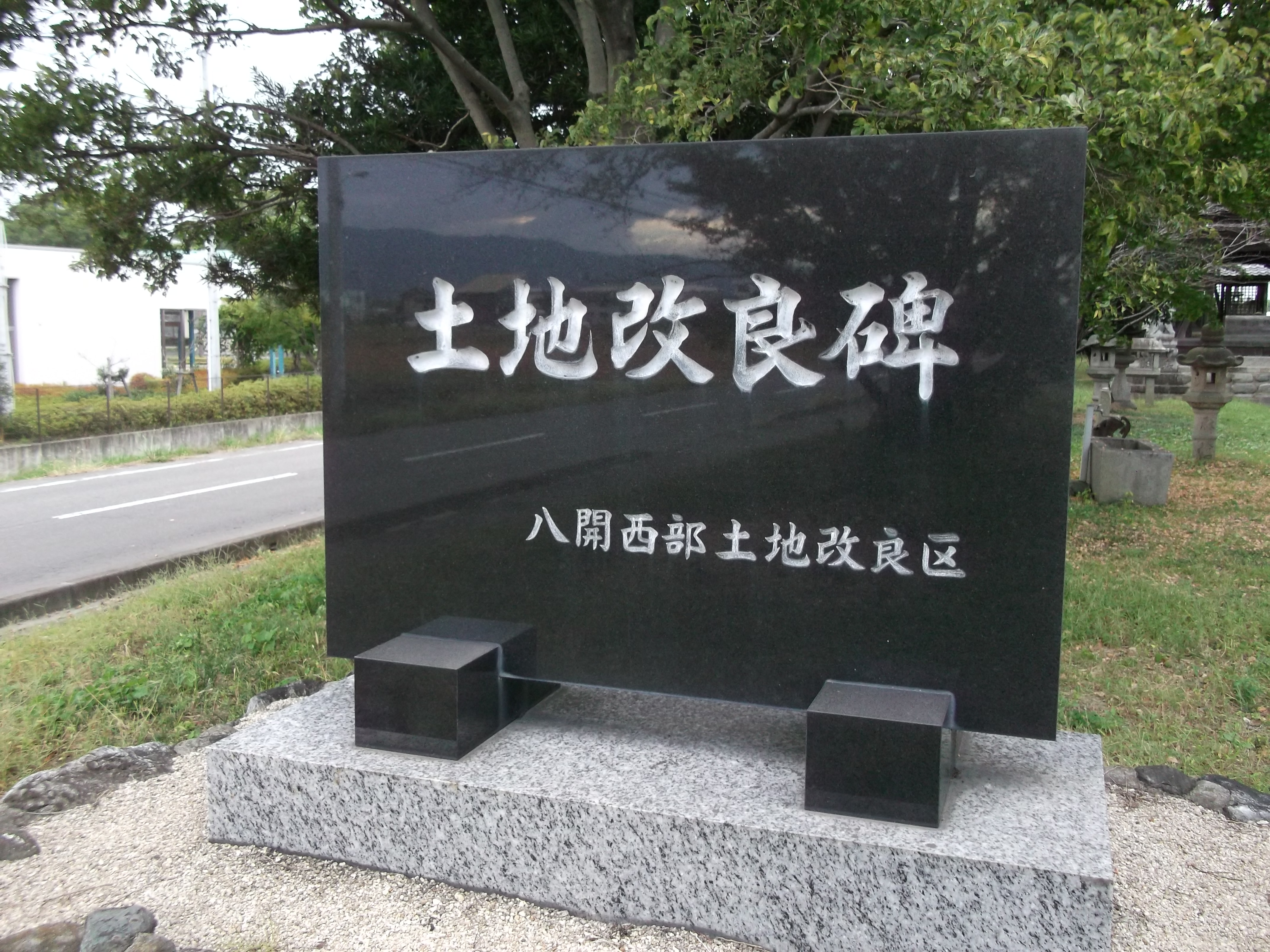
八開西部改良区 土地改良碑（神明社内に所在）
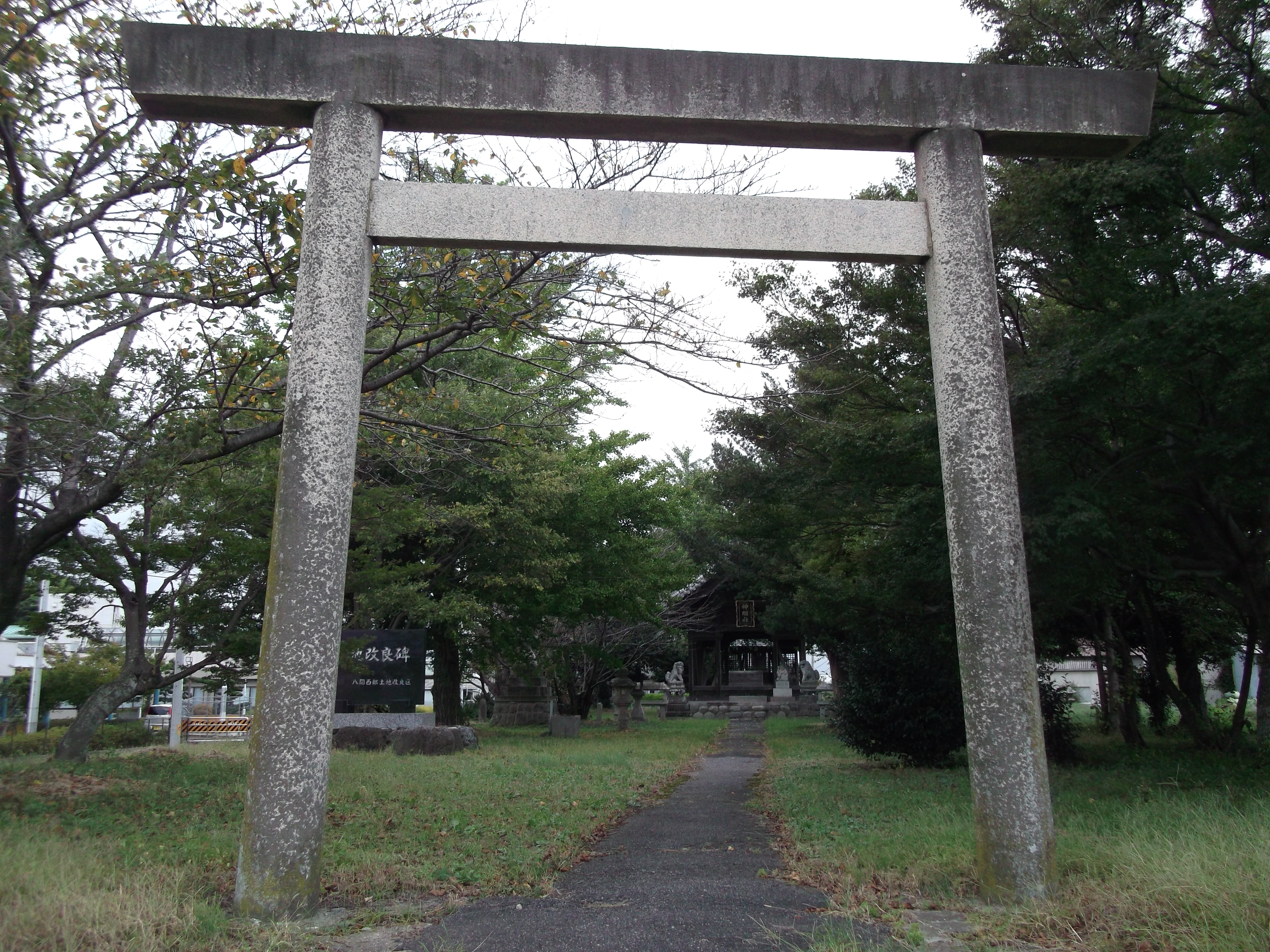
神明社鳥居
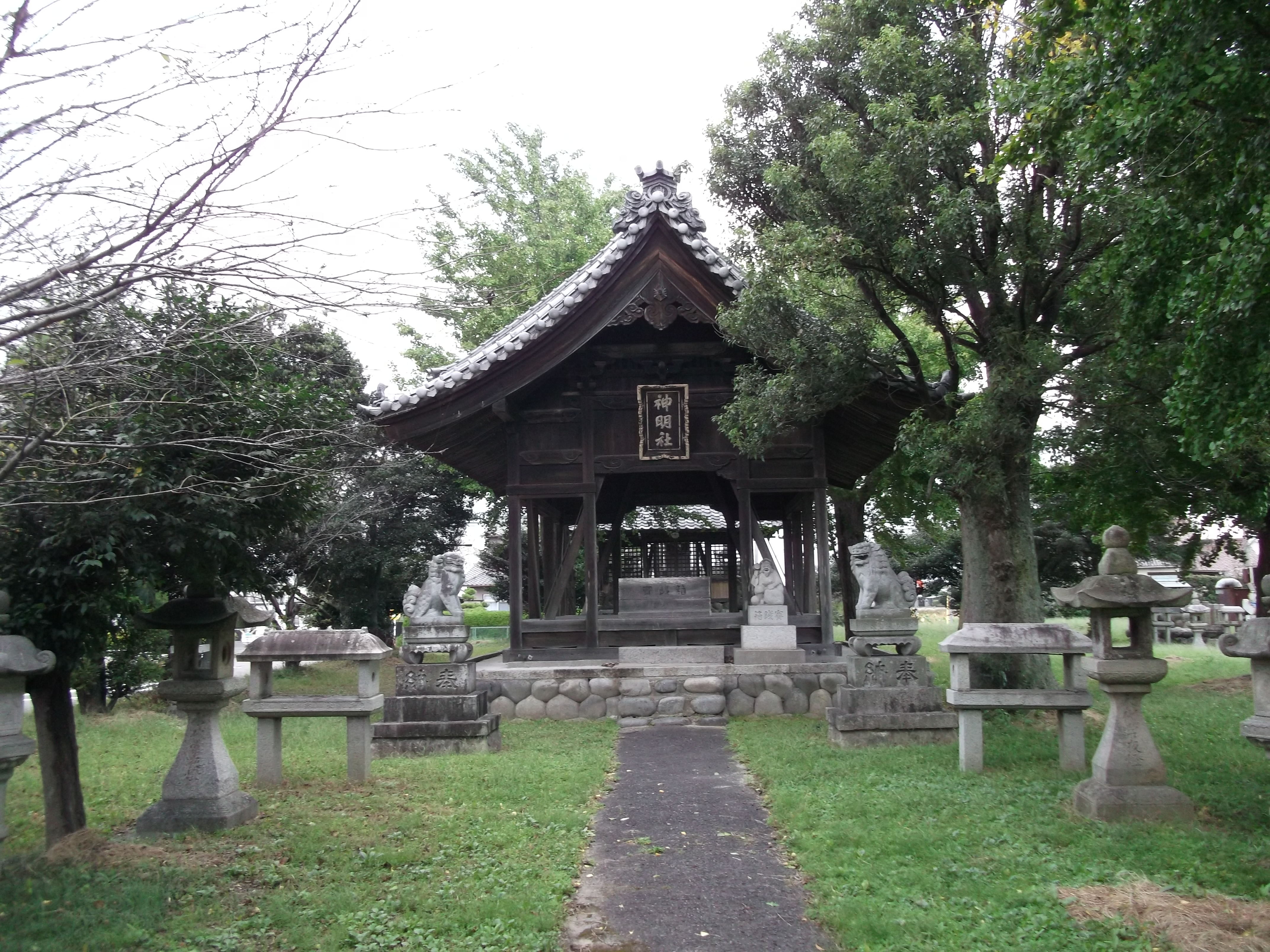
神明社本殿

## その他

### 日本郵便
- 郵便番号 : 496-8044[3]（集配局：津島郵便局[17]）。